# Cosmos (livre de Carl Sagan)
 (janvier 2024).
Si vous disposez d'ouvrages ou d'articles de référence ou si vous connaissez des sites web de qualité traitant du thème abordé ici, merci de compléter l'article en donnant les références utiles à sa vérifiabilité et en les liant à la section « Notes et références ».
Pour les articles homonymes, voir Cosmos.
Cet article concerne le livre. Pour la série télévisée, voir Cosmos (émission de télévision).
Cosmos est un ouvrage de vulgarisation scientifique écrit par l’astrophysicien américain Carl Sagan. Publié pour la première fois en 1980. Il est publié en France l'année suivante aux éditions Mazarine.
Le livre couvre un large éventail de sujets, allant des origines de l'univers aux exoplanètes en passant par les lois de la nature et l'évolution de la vie sur Terre. Sagan utilise une approche accessible pour expliquer ces concepts complexes, en les illustrant avec des exemples concrets et en les mettant en contexte historique. Le livre a été salué pour sa capacité à rendre la science passionnante et compréhensible pour un public large.
Il est composé de treize chapitres abondamment illustrés qui font écho aux treize épisodes de la série télévisée documentaire du même titre également créée par C.Sagan en 1980.
L'édition française originale comporte une préface de Georges Leclere, alors chef du service scientifique d'Antenne 2.
Cosmos obtient le prix Hugo dans la catégorie « Non fiction » en 1981.

## Contenu
Préface par Georges Leclere
Introduction par Carl Sagan

### I. Les Rivages de l’océan cosmique

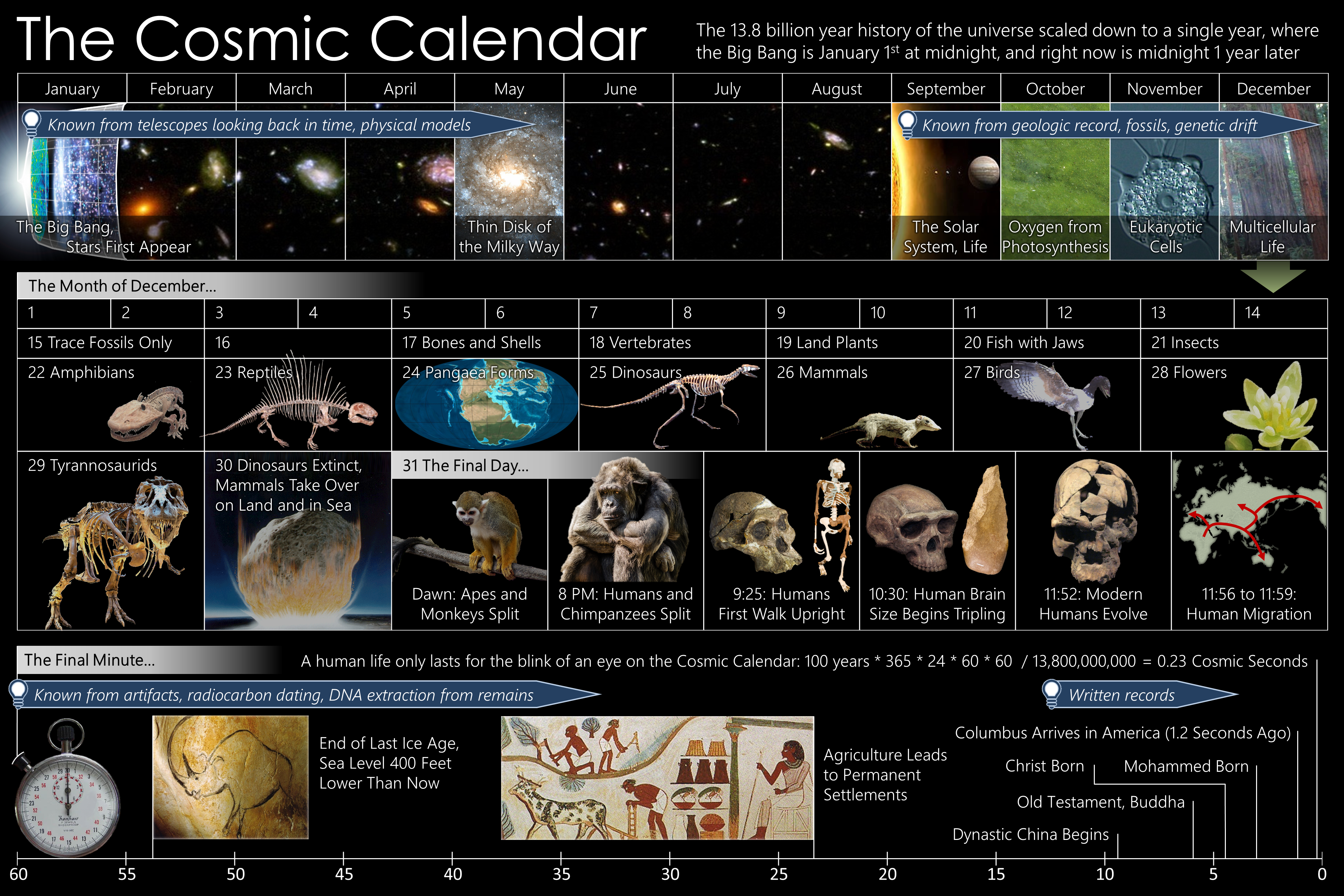
Représentation du calendrier cosmique de Carl Sagan.

Le récit de la mesure de la circonférence de la Terre par Ératosthène, dès le IIIe siècle av. J.-C. et au seul moyen de la géométrie pure, sert de point de départ à la description de la bibliothèque d’Alexandrie, plus célèbre bibliothèque de l’Antiquité et qui fut dirigée par lui sous le pharaon Ptolémée III.
L’analyse du réel par les savants grecs, qu’inspirent les traditions philosophiques babylonienne et égyptienne, fait naître le raisonnement scientifique à proprement parler, grâce notamment à Thalès et ses travaux novateurs en arithmétique et géométrie au VIe siècle av. J.-C.
Ce tournant historique est inscrit dans le calendrier cosmique, lequel offre une représentation de l’histoire de l’univers sous la forme d’une année calendaire : si le Big Bang a lieu le 1er janvier de l’année cosmique, il y a 13,8 milliards d’années, la pensée scientifique ne naît que le 31 décembre à 23 h 59 min 54 s, il y a 2500 ans seulement.

### II. Une Voix dans la fugue du Cosmos

Arbre de la vie phylogénétique, représentant les relations de parenté entre les espèces.

Le cas particulier du crabe Heike, au Japon, illustre le principe de sélection artificielle et conduit à s’intéresser à la sélection naturelle en général, et à travers elle à l’évolution des formes du vivant. L’explosion cambrienne débute il y a environ 541 millions d’années, au 15 décembre du calendrier cosmique, et la plupart des grands embranchements actuels des organismes multicellulaires apparaissent alors soudainement. La diversification des espèces accélère de manière si spectaculaire que, 80 millions d’années plus tard, le 17 décembre de l’année cosmique, la vie sur Terre commence à ressembler à celle que connaît l’homme aujourd’hui.
La présentation du rôle de l’ADN dans la réplication, la réparation et la mutation des génomes, permet de mieux comprendre le moteur de l’évolution de la vie. L’origine chimique de la vie est mise en évidence par la description de l’expérience de Miller-Urey, parvenue à engendrer les molécules élémentaires de la vie en recréant a priori les conditions de la Terre primitive.

### III. L’Harmonie des mondes

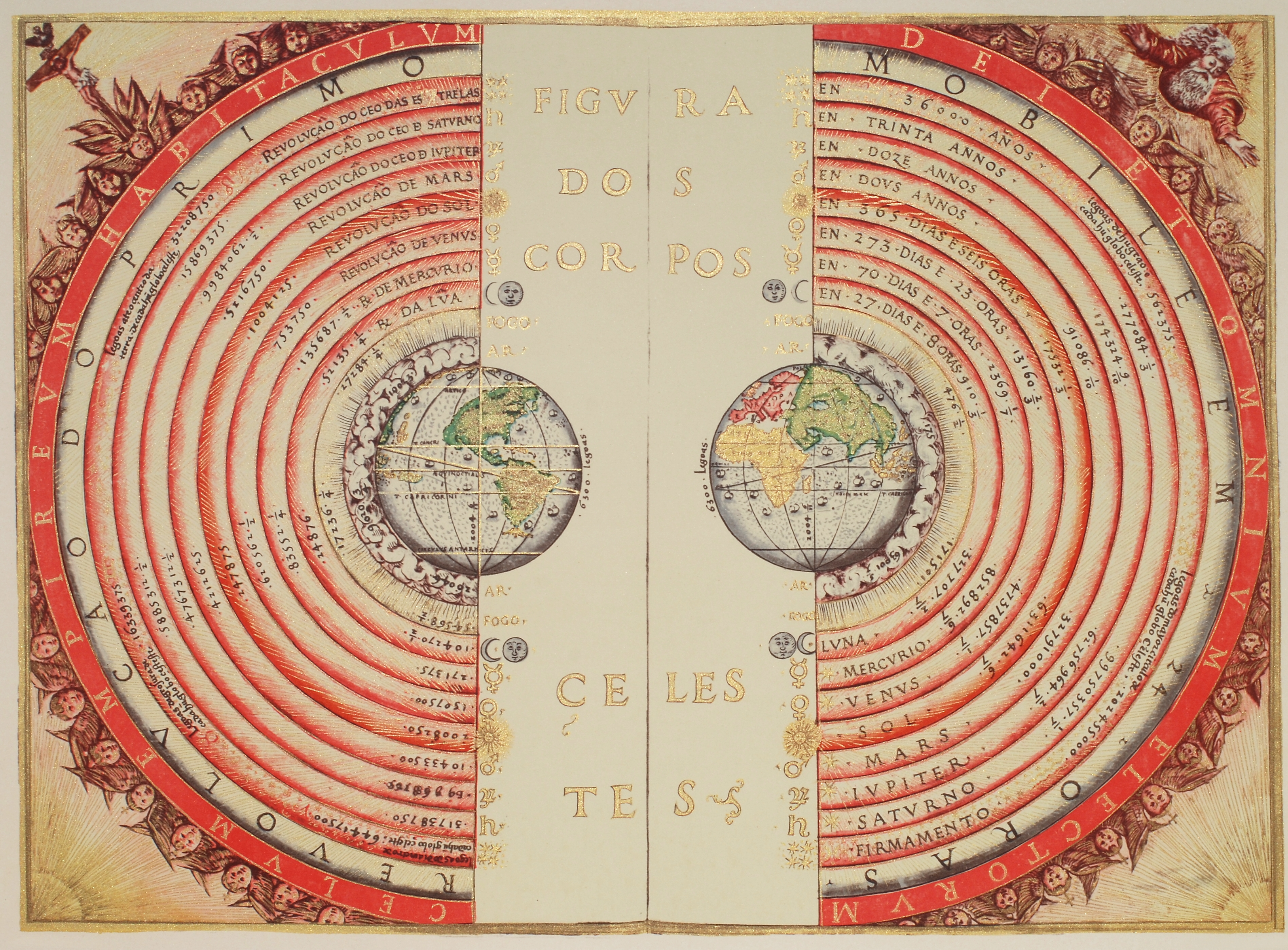
Figure des corps célestes - Illustration enluminée de la conception géocentrique de l'univers ptolémaïque par le cosmographe et cartographe portugais Bartolomeu Velho (?-1568). Extrait de son livre, Cosmographia, fait en France en 1568. Bibliothèque nationale de France, Paris.

L’auteur retrace le développement de l’observation astronomique, à commencer par sa séparation d’avec les croyances inconséquentes de l’astrologie. Des constellations aux premiers calendriers cycliques, l’histoire de l’étude des corps célestes glisse rapidement vers le débat entre modèles géocentriques et modèles héliocentriques : l’Almageste de Ptolémée et le géocentrisme ; la théorie de Copernic et l’héliocentrisme ; les observations de Tycho Brahe ; les lois de Kepler sur le mouvement des planètes.

### IV. Le Paradis et l’Enfer
Au sujet des astéroïdes, des comètes et des collisions avec la Terre, il est question de l’observation d’un étrange cratère lunaire par cinq moines de Canterburry en 1178, puis de l’événement de la Toungouska en 1908. 
Après les élucubrations fantastiques d’Immanuel Velikosky, les trouvailles du programme d’exploration spatiale Venera : le lecteur découvre Vénus, son environnement, et ce qu’ils nous apprennent sur l’effet de serre.

### V. Blues pour une planète rouge
Chapitre dédié à Mars, qui débute par un rapide tour d’horizon des fantasmes littéraires et scientifiques dont la planète fait l’objet à la fin du XIXe siècle et au début du XXe siècle, en particulier La Guerre des mondes de H. G. Wells et le mythe des canaux martiens de Percival Lowell.
Partant des premiers prototypes de fusées développés par Robert Goddard, présentation des sondes spatiales envoyées vers Mars ainsi que du programme Viking de la NASA, censé trouver des traces de vie sur Mars. Pour finir, le chapitre discute la possibilité de la terraformation de Mars puis de sa colonisation.

### VI. Récits de voyageurs

Photographies de Jupiter prises par la sonde Voyager 1, avec un filtre bleu, toutes les 10 heures entre le 1er juin 1978 et le 2 mars 1979.

Les aventures de la sonde spatiale Voyager sont resituées dans le contexte de la renaissance hollandaise, sa culture séculaire des grandes explorations, et ses grands penseurs : Constantin Huygens et son fils Christian. Leurs découvertes au XVIIe siècle sont comparées à celles de Voyager dans le système jovien et parmi les satellites naturels de Saturne.

### VII. L’Échine de la nuit
L’auteur dépeint un petit nombre de cosmogonies et mythologies de la Grèce antique : les astronomes et mathématiciens présocratiques tels Anaximandre, Aristarque de Samos, Démocrite, Empédocle, Thalès, et Théodore de Samos sont à la recherche de l’arkhè du Cosmos, le commencement du monde et principe de toutes choses, tandis que Platon, Aristote et les pythagoriciens promeuvent l’esclavage et la confidentialité épistémologique.

### VIII. Voyages dans l’espace et le temps
Les notions d’espace et de temps sont examinées à travers une série de problèmes scientifiques historiques : les transformations que connaissent les constellations à travers les siècles ; le décalage vers le rouge ou vers le bleu du rayonnement des étoiles ; la dilatation du temps selon la théorie de la relativité générale ; la conception d’un vaisseau spatial pouvant approcher la vitesse de la lumière ; le voyage dans le temps ; l’origine du système solaire, de la vie, et l’immensité de l’univers.

### IX. Les Vies des étoiles

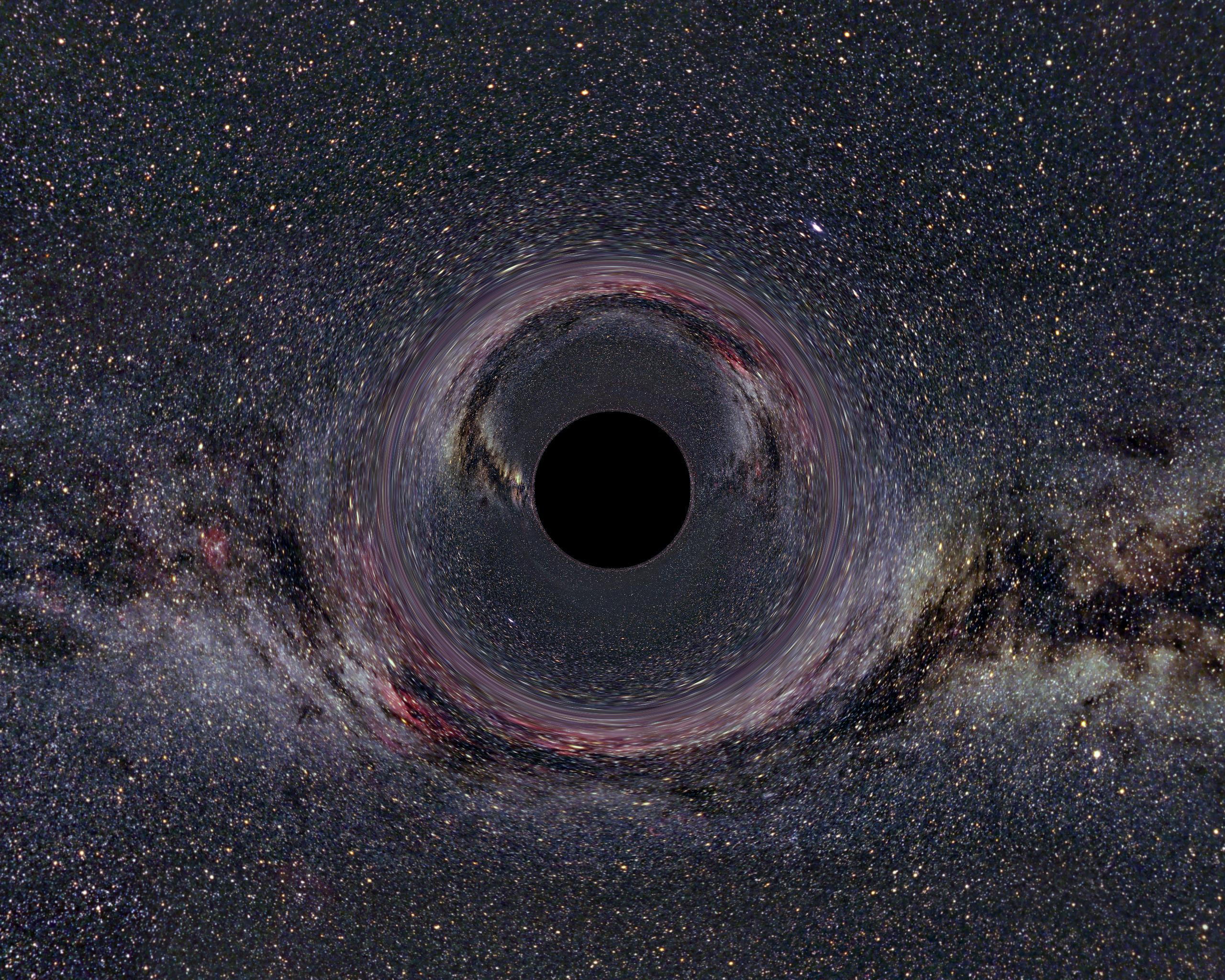
Simulation d'un trou noir stellaire observé à une distance de 600km avec la Voie Lactée en arrière-plan.

La confection d’une tarte aux pommes sert d’analogie pour étudier les atomes et les particules subatomiques : électrons, protons et neutrons. Les ingrédients de la tarte sont composés d’éléments chimiques qui proviennent de la vie et de la mort des étoiles, soit qu’elles forment des géantes rouges ou des supernovae, soit qu’elles s’effondrent sur elles-mêmes en naines blanches, en étoiles à neutrons, en pulsars ou en trous noirs. Ces vies et morts stellaires sont autant de sources de radioactivité, de rayons cosmiques, et de courbures dans l’espace-temps.

### X. Au Seuil de l’infini
Partant du Big Bang et de l’origine de l’univers, l’auteur décrit la formation des différents types de galaxies et les différentes anomalies observées, telles les collisions stellaires et les quasars.
Il interroge, dans un second temps, la structure-même de l’univers : ses dimensions, d’abord, depuis l’évocation de l’allégorie de Flatland à celle des hypercubes en quatre dimensions ; sa nature finie ou infinie, ensuite ; la théorie de l’univers oscillant, enfin. Le chapitre s’achève par une introduction à la matière noire et à la théorie des multivers.

### XI. La Persistance de la mémoire

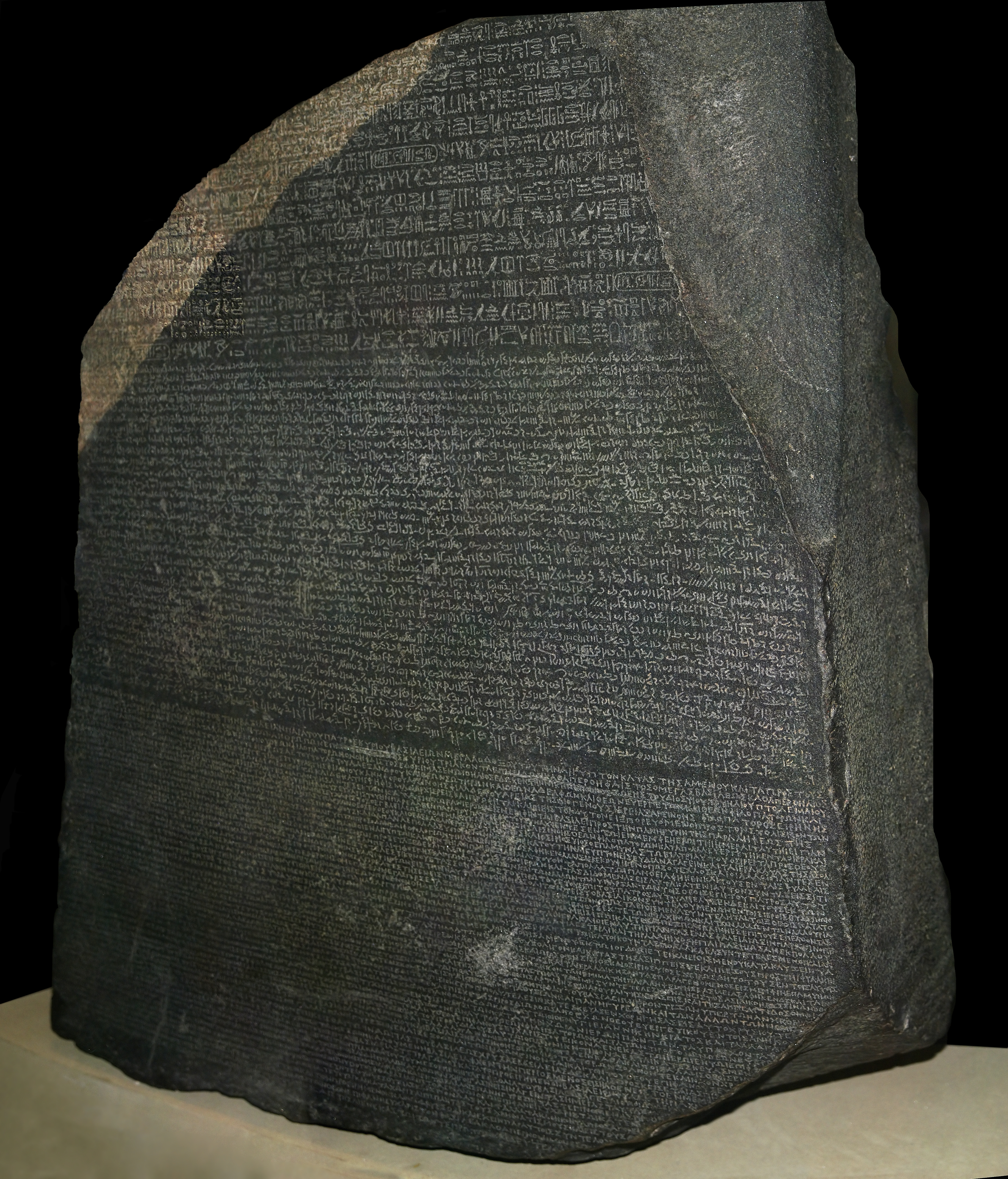
La Pierre de Rosette.

L’idée d’intelligence est examinée sous différents rapports. Par le prisme de l’informatique, en utilisant le bit comme unité fondamentale d’information, ou par comparaison avec les baleines, en s’intéressant à leurs chants et la manière dont les activités humaines les perturbent. Il est également question du rôle de l’ADN, du cerveau humain, notamment à travers la théorie du cerveau triunique, et de l’édification d’une intelligence collective par l’humanité, essentiellement à travers l’écriture.

### XII. Encyclopaedia Galactica
Quand la recherche d’une forme de vie extraterrestre intelligente se détache du registre de la spéculation pour se concentrer sur les senseurs électromagnétiques et radio-télescopiques.
La probabilité qu’une civilisation extra-terrestre technologiquement avancée existe quelque part dans l’univers est estimée grâce à l’équation de Drake, et une hypothétique Encyclopaedia Galactica, sorte de pierre de Rosette du futur, est imaginée qui servirait de recueil au savoir accumulé sur les autres mondes habités de notre galaxie.

### XIII. Qui plaide pour la Terre?

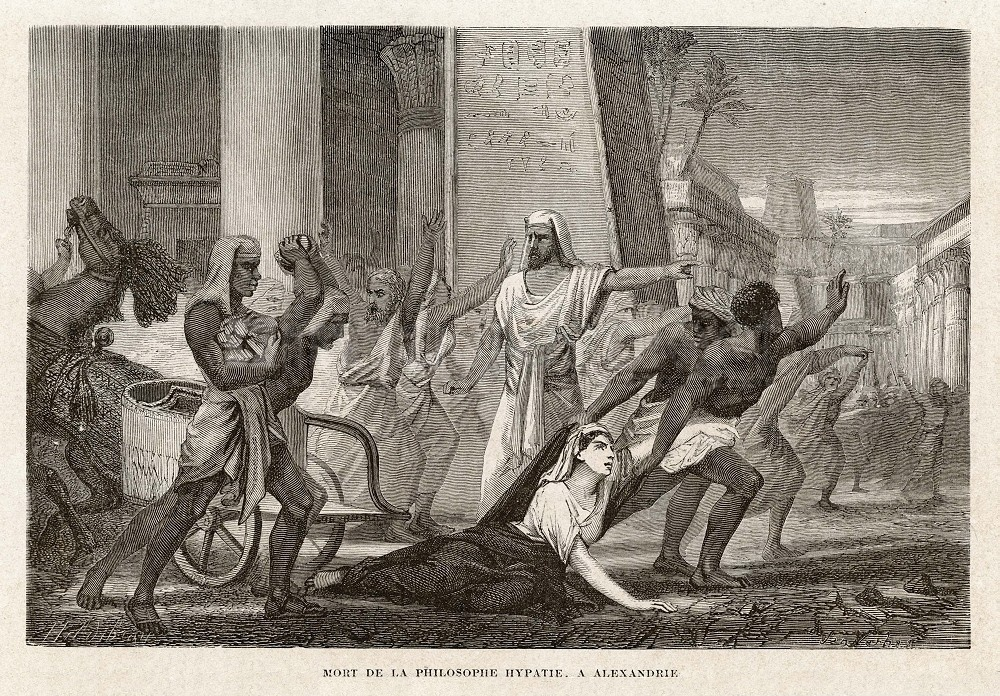
Mort de la philosophe Hypatie à Alexandrie. Illustration extraite de l'ouvrage Vies des savants illustres, depuis l'antiquité jusqu'au dix-neuvième siècle, de Louis Figuier, publié en 1866.

C. Sagan mène une réflexion sur le futur de l’humanité et se demande qui parlera au nom de la Terre quand nous entrerons en contact avec des extraterrestres. Il compare la rencontre entre les Indiens Tlingits et l’explorateur français Jean-François de La Pérouse d’une part, avec celle entre les Aztèques et les conquistadors espagnols de Hernán Cortés d’autre part. Ce que nous apprennent sur la nature humaine la menace lancinante d’un holocauste nucléaire ainsi que la destruction de la bibliothèque d’Alexandrie et le meurtre d’Hypatie.
Le chapitre propose, pour finir, une rétrospective de l’année cosmique, depuis l’origine de l’univers jusqu’à l’apparition de la vie sur Terre et, au crépuscule de décembre, les exploits grandioses de l’humanité. L’auteur exhorte l’humanité à chérir la vie et à poursuivre son voyage dans le Cosmos.
Appendice 1 : Démonstration par l'absurde : la racine carrée de deux
Appendice 2 : Les Cinq solides pythagoriciens